# Ontspanningscentrum Marcel Malderez
Het Ontspanningscentrum Marcel Malderez was tussen 1958 en 2001 een recreatiedomein voor ambtenaren van het Ministerie van Verkeerswezen en RTT.  Het centrum was gelegen in de Trilpopulierenlaan in de Vlaams-Brabantse gemeente Sint-Genesius-Rode.
Op het terrein waren er onder meer tennisvelden, golfbanen, petanquevelden, speeltuinen, een restaurant en een feestzaal te vinden.

## Geschiedenis
In 1958 opende de overheid in de Trilpopulierenlaan in Sint-Genesius-Rode een ontspanningscentrum voor ambtenaren van het Ministerie van Verkeerswezen en RTT. Het centrum werd vernoemd naar Marcel Malderez, de toenmalige secretaris-generaal van het ministerie.
De ambtenaren konden er zich aan een voordeeltarief ontspannen met allerlei activiteiten, zoals zwemmen, minigolf, tennis of petanque. 
Het centrum was eind jaren ‘90 zwaar verlieslatend en er werd weinig in geïnvesteerd. In 2001 kreeg het zwembad nog een technische renovatie. Omwille van besparingen sloot het centrum nog dat jaar de deuren.
Na de sluiting kwam het centrum in handen van de Regie der Gebouwen. Zij gaven het centrum vervolgens door aan het Vlaams departement Economie, Wetenschap en Innovatie. De gebouwen bleven leeg staan en raakten door vandalisme in verval.
In 2008 kwam een deel van de site in handen van het nabijgelegen Von Karman Instituut waarbij de feestzaal een nieuwe bestemming kreeg.
Een scène van de film Le Tout Nouveau Testament werd opgenomen in het zwembad van het voormalige ontspanningscentrum.

## Toekomst
Het Von Karman Instituut wil verder uitbreiden op de site van het voormalige recreatiedomein. Daar moeten onder meer leslokalen en de administratie komen. Het onderzoekscentrum hoopt in 2022 de werken te kunnen starten. Tegen 2026 zouden de werken afgerond moeten zijn. De werken zouden gebeuren in het kader van de modernisering en uitbreiding van het onderzoekscentrum.
De gemeente wil eveneens een deel van de site ontwikkelen als woongebied. 